# Cory Grüter-Andrew
Corwin "Cory" Grüter-Andrew, född 1 september 2001 i Kanada, är en kanadensisk skådespelare med tyska rötter. Han blev känd genom att medverka i en rad olika TV-serier, såsom The 100. Han har därefter fortsatt med att medverka i en del andra produktioner inom film och TV, bland annat i filmen Summer of 84 från 2018.

## Filmografi (i urval)

### Filmer
| År   | Titel        | Roll            |
| ---- | ------------ | --------------- |
| 2017 | The Show     | Elliott         |
| 2017 | Okja         | Tonårssmakare   |
| 2018 | Summer of 84 | Curtis Farraday |

### TV-serier
| År   | Titel                     | Roll           | Noter      |
| ---- | ------------------------- | -------------- | ---------- |
| 2015 | Fargo                     | Wes            | 1 avsnitt  |
| 2016 | The 100                   | Aden           | 4 avsnitt  |
| 2016 | DC's Legends of Tomorrow  | Per Degaton    | 1 avsnitt  |
| 2017 | Van Helsing               | Troy Johnson   | 2 avsnitt  |
| 2018 | Jag heter Anne            | Cole Mackenzie | 11 avsnitt |
| 2019 | Supernatural              | Eliot          | 2 avsnitt  |
| 2019 | Mannen i det höga slottet | Henry Iver     | 2 avsnitt  |